# Bill Ayers
William Charles "Bill" Ayers, född den 26 december 1944, är en amerikansk undervisningsteoretiker som under 1960-talet var en ledande aktivist. 1969 var han med och grundade den vänsterradikala organisationen Weather Underground som genomförde flera bombattentat under 1960- och 1970-talet. Han kom senare att bli professor vid University of Illinois at Chicago. Han är gift med Bernardine Dohrn, som också var ledare inom Weather Underground.
Ayers kom att uppmärksammas i samband med det amerikanska presidentvalet 2008. Barack Obama, som kom att bli det demokratiska partiets presidentkandidat, och Ayers kände varandra, hade bott i samma område och hade suttit tillsammans i styrelser för välgörenhetsorganisationer. Deras relation uppmärksammades först i primärvalet. Mot valets slutspurt har det även uppmärksammats i TV-reklam och kampanjtal. Obama har svarat att han fördömer Ayers förehavanden och att de två inte har en nära relation.